# Vätejodid
Vätejodid (HI) är en kemisk förening mellan väte och jod. Vid standardtryck och -temperatur är vätejodid en gas med en stickande lukt. Vattenhaltiga lösningar av HI är kända som hydrojodsyra eller hydriodinsyra, en mycket stark syra, vars pKa är -10. HI används i organisk och oorganisk syntes som en av de primära källorna till jod och som ett reduktionsmedel.

## Egenskaper hos vätejodid
HI är en färglös gas som reagerar med syre för att ge vatten och jod. Med fuktig luft ger HI en dimma (eller ångor) av hydrojodsyra. Det är exceptionellt lösligt i vatten, vilket ger hydrojodsyra. En liter vatten löser upp 425 liter HI-gas, den mest koncentrerade lösningen har endast fyra vattenmolekyler per molekyl HI.

### Hydrojodsyra
Hydrojodsyra är inte ren vätejodid, utan en blandning som innehåller den. Kommersiell "koncentrerad" hydrojodsyra innehåller vanligtvis 48-57 viktprocent HI. Lösningen bildar en azeotrop som kokar vid 127 °C med 57 procent HI, 43 procent vatten. Den höga surheten orsakas av spridningen av jonladdningen över anjonen. Jodidjonradien är mycket större än de andra vanliga halogeniderna, vilket resulterar i att den negativa laddningen sprids över ett stort utrymme. Däremot är en kloridjon mycket mindre, vilket innebär att dess negativa laddning är mer koncentrerad, vilket i sin tur leder till en starkare interaktion mellan protonen och kloridjonen. Denna svagare H+··· I−interaktion i HI underlättar dissociation av protonen från anjonen och är anledningen till att HI är den starkaste syran i hydrohaliderna. 
HI(g) + H2O(l) → H3O+(aq) + I−(aq) Ka ≈ 1010
HBr(g) + H2O(l) → H3O+(aq) + Br−(aq) Ka ≈ 109
HCl(g) + H2O(l)  → H3O+(aq) + Cl−(aq) Ka ≈ 106

## Framställning
Industriell framställning av vätejodid sker genom att låta jod reagera med hydrazin, vilket också ger kvävgas enligt formeln
{\displaystyle {\rm {2\ I_{2}+N_{2}H_{4}\rightarrow 4\ HI+N_{2}}}}
När den utförs i vatten måste HI destilleras.
HI kan också destilleras från en lösning av natriumjodid eller annan alkalijodid i koncentrerad fosforsyra (observera att koncentrerad svavelsyra inte fungerar för försurning av jodider, eftersom den oxiderar jodiden till elementärt jod).
Ett annat sätt HI kan framställas på är genom att leda bubblande vätesulfidånga genom en vattenlösning av jod, som bildar hydrojodsyra (som destilleras) och elementärt svavel (detta filtreras):
H2S + I2 → 2 HI + S
Dessutom kan HI beredas genom att helt enkelt kombinera H2 och I2:
H2 + I2 → 2 HI
Denna metod används vanligtvis för att generera material med hög renhet.
Under många år ansågs denna reaktion involvera en enkel bimolekylär reaktion mellan molekyler av H2 och I2. När emellertid en blandning av gaserna bestrålas med ljusets våglängd lika med dissociationsenergin hos I2, ca 578 nm, ökar hastigheten avsevärt. Detta stöder en mekanism varigenom I2 först dissocierar till två jodatomer, som var och en fäster sig vid en sida av en H2-molekyl och bryter H-H-bindningen:
{\displaystyle {\ce {{H2}+{I2}->[{\text{578 nm radiation}}]{H2}+2I->I{\cdots }H{\cdots }H{\cdots }I->2HI}}}
I laboratoriet används i en annan metod hydrolys av PI3, jodekvivalenten för PBr3. I denna metod reagerar I2 med fosfor för att skapa fosfortrijodid, som sedan reagerar med vatten för att bilda HI och fosforsyra:
3 I2 + 2 P + 6 H2O  → 2 PI3 + 6 H2O  → 6 HI + 2 H3PO3

## Användning och viktiga reaktioner
Lösningar av vätejodid oxideras lätt med luft:
4 HI + O2 → 2 H2O  + 2 I2
HI + I2 ⇌ HI3
HI3 är mörkbrun i färg, vilket gör att åldrade lösningar av HI ofta verkar mörkbruna.
Liksom HBr och HCl lägger HI till alkener:
HI + H2C=CH2 → H3CCH2I
HI används också i organisk kemi för att omvandla primära alkoholer till alkyljodider. Denna reaktion är en SN2-substitution, där jodidjonen ersätter den "aktiverade" hydroxylgruppen (vatten):
HI föredras framför andra vätehalogenider eftersom jodidjonen är en mycket bättre nukleofil än bromid eller klorid, så reaktionen kan ske i rimlig takt utan mycket uppvärmning. Denna reaktion sker också för sekundära och tertiära alkoholer, men substitution sker via SN1-vägen.
HI (eller HBr) kan också användas för att klyva etrar till alkyljodider och alkoholer, i en reaktion som liknar substitutionen av alkoholer. Denna typ av klyvning är betydelsefull eftersom den kan användas för att omvandla en kemiskt stabil och inert eter till mer reaktiva arter. I detta exempel delas dietyleter upp i etanol och jodeetan:
Reaktionen är regioselektiv, eftersom jodid tenderar att attackera det mindre steriskt hindrade eterkolet. Om ett överskott av HI används, kommer alkoholen som bildas i denna reaktion att omvandlas till en 2:a-ekvivalent av alkyljodid, som vid omvandling av primära alkoholer till alkyljodider.
Även om det var svårt jämfört med moderna standarder, användes HI ofta som reduktionsmedel tidigt i organisk kemis historia. Kemister på 1800-talet försökte framställa cyklohexan genom HI-reduktion av bensen vid höga temperaturer, men isolerade istället den omarrangerade produkten, metylcyklopentan (se artikeln om cyklohexan). Som först rapporterats av Kiliani, hydrojodsyrareduktion av sockerarter och andra polyoler resulterar i reduktiv klyvning av flera eller till och med alla hydroxigrupper, även om de ofta har dåligt utbyte och/eller reproducerbarhet. När det gäller bensylalkoholer och alkoholer med α-karbonylgrupper kan reduktion med HI ge syntetiskt användbara utbyten av motsvarande kolväteprodukt (ROH + 2HI → RH + H
2O + I2). Denna process kan göras katalytisk i HI med hjälp av röd fosfor för att minska den bildade I2.